# 법관
법관(法官, Judge), 판사(判事) 또는 재판관(裁判官)은 사법부의 구성원으로서 구체적인 사건에 대해 법을 해석 및 적용하여 판결을 내리는 방법으로 국가의 사법권을 행사하는 공무원을 일컫는 명칭이다. 영어로 'Judge'라는 표현을 쓰는 경우 일반적으로 하급법원 판사를 의미하고, 'Justice'라는 표현을 쓰는 경우 최고법원 판사를 의미한다.

## 대한민국의 법관
법원에 소속되어 소송 사건을 심판하고, 소송 당사자들 간의 갈등을 법적으로 조정 하거나 해결하는 힘을 가진 헌법기관인 공무원을 말하며 대통령이 임명하는 대법관회의에서 임명 동의를 하면 대법원장이 임명한다. 
법관은 법적용과정(재판과정)에서 법해석을 통하여 법의 흠결을 보충하는 기능을 하며, 사법작용의 그 소극적·수동적 성격에서 나아가 실제로는 법을 창조하기도 한다.
법관의 종류로는 대법관, 고등법원판사, 특허법원판사, 지방법원판사, 가정법원판사 및 행정법원판사를 들 수 있다. 그 외에 대한민국 국방부의 고등군사법원과 보통군사법원에 근무하는 군판사도 법관의 기능을 일부분 수행한다.
15년 이상의 법조경력이 있는 법관이면 누구나 근무지와 상관없이 후보가 되어 퇴임할 때까지 한 법원에서 근무하는 지역 법관 (향토 법관)과 법원장이나 정년을 2~3년 남긴 법관을 1심 판사에 임명하는 원로 법관이 있다.
2018년 법원조직법을 개정하여 매년 2월 진행되는 정기인사를 고려해 판사의 정년에 이른 날이 2~7월 사이에 있는 경우 7월 31일, 8월~다음해 1월 사이에 있는 경우 다음해 1월 31일에 정년 퇴직하도록 하였다.
법관은 민사소송, 행정소송 재판이나 검사가 공소제기한 사건과 약식명령을 청구한 사건, 경찰이 즉결심판에 회부한 사건의 재판을 담당한다.

### 자격
변호사시험에 합격한 자 중 다음과 같은 법률사무직에 10년간 종사한 자(다만 2017년까지는 3년, 2021년까지는 5년, 2025년까지는 7년의 경력만을 요구하는 경과규정이 있다)를 임용 대상으로 하고 있다. 1) 판사·검사·변호사  3항, 44조), 임기는 10년이다. 판사는 탄핵이나 금고 이상의 형벌에 의하지 아니하고는 파면되지 아니하며, 징계처분에 의하지 아니하고는 정직 ·감봉 또는 불리한 처분을 받지 아니한다(헌법 106조 1항, 법원조직법 46조 1항). 판사는 헌법과 법률에 의하여 그 양심에 따라 독립하여 심판하며(헌법 103조), 재직 중 정치운동 등에 참여할 수 없다(법원조직법 49조).
대한민국의 군판사는 각 군에서 모집하는 장기 및 단기 군법무관 선발 절차를 통해 보임된다. 군판사는 대한민국 규정 중 하나인 군사법원의 조직에 관한 규정에 의해 대한민국 국방부 장관이 임명 및 보직한다. 인사 관련 사항은 대한민국 군인사법을 따른다. 다만 군판사에 있어서는 대한민국 헌법 106조 1항, 법원조직법 46조 1항이 직접적으로 적용되지 않으나 헌법 103조는 같이 적용되며, 재직 중 정치운동 등에 참여할 수 없는 것도 같으나 군형법 제 94조에 의한다.
사법연수원 30기 수료생들을 대상으로 실시한 2001년 예비판사 신규임용에서 1989년 출판사를 운영하며 `주체사상의 형성과정'이란 북한 책을 편집, 출판한 혐의(국가보안법 위반)로 징역 1년, 집행유예 2년을 선고받은 정지석(40)과 학력을 속이고 위장취업해 파업을 주도한 혐의(업무방해등)로 징역 2년, 집행유예 3년을 선고 받았거나 학내 집회에 참여했다가 사법처리된  2명 등 3명에 대해 대법원은 2001년 1월 31일 법관인사위원회의 심사 등을 거쳐 탈락을 최종 확정했지만 당사자들은 "성적 순위로 임용여부가 대부분 결정되는 판사임용에 성적이 좋은 시국전력자들만 탈락시킨 것은 이해할 수 없다"며 "이번 조치는 금고 이상의 형 집행이끝난 뒤 5년이 지나면 공무원 결격사유가 없어지는 것으로 규정된 법원조직법 등에도 어긋난다"고 주장했고 실제로 예비판사 지원자 111명(합격자 107명) 가운데 14등을 하는 등 이들의 성적은 모두 상위권에 포함되었다. 이에 대해 대법원은 "이번 예비판사 임용은 성적과 나이, 전력을 포함한 품성을 종합적으로 고려해 판단한 것"이라며 "시국사건으로 집행유예를 선고받았던 지원자가 임용된 사례도 있다"고 말했다.
1996년 전국학생정치연합 활동시 '사상의 자유를 말하라' 등의 유인물을 작성한 혐의 등으로 구속기소돼 징역 1년6월에 집행유예 3년을 선고  1999년 8.15때 사면복권되고 나서 사법시험에 합격해 2004년 1월 사법연수원을 수료한 이봉재(33)는 2월 25일 "우수한 성적(976명 중 73등)으로 졸업했지만 국가보안법 위반 전력 때문에 예비판사 임용에서 제외됐다"고 주장하면서 "면접에서 과거에 사회주의를 표방했느냐, 지금도 그때 친구들을 만나느냐, 국가보안법에 대해 어떻게 생각하느냐는 등의 질문을 집중적으로 받았다 판결받은 대로 '사회주의를 신봉한 적이 있다'고 답했으며 사상과 양심의 자유를 위해 국가보안법은 폐지가 바람직하다고 답했다 법원이 국민의 진정한 신뢰를 받으려면 다양한 생각을 가진 사람을 받아들여야 한다"며 국가인권위원회에 진정하겠다는 입장이다. 이에 대해 대법원측은 "임용에서 국보법 위반 사실만 잣대로 삼은 것은 아니다"며 "외부인사가 포함된 법관임용심사위원회가 범행을 전후한 정황을 종합적으로 살펴 부적격 판단을 내렸다"고 말했다.

### 예우
법관은 행정부 공무원처럼 급이 따로 없다. 초임판사는 3~5급 상당(이하 직제 기준), 지방법원 부장판사는 2~3급 상당, 고등법원 부장판사는 차관~1급 순환보직(평균적으로 1급정도의 인사로 대접받는다.), 대법원 대법관은 장관급 대우를 받는다. 사법연수생의 대우는 5급 상당의 별정직 공무원에 준한다.
군판사는 소속 군의 계급에 준하는 대우를 받으며 최소 계급(임관시)은 단기복무자는 중위(대위진)이고 장기복무자는 대위(소령진)이다.
※ 고등법원 부장판사급(차관~1급) 이상
이하 1급이상의 공직자에게 주어지는 의무인 재산공개 대상에 포함된다.
1. 대법원장
2. 대법관
3. 사법연수원장
4. 각급 법원장[6]
5. 법원행정처 차장
6. 대법원 수석재판연구관·선임재판연구관
7. 법원도서관장
8. 대법원장 비서실장
9. 법원행정처 실장
10. 사법연수원 수석교수
11. 고등법원 및 특허법원 부장판사
12. 서울중앙·인천·수원·대전·대구·부산·광주지방법원의 수석부장판사
13. 부산지방법원 동부지원장
14. 제3호 내지 제13호의 직책에 있다가 사법연수원교수에 보임된 법관

### 법관에 대한 비판
① 지각하는 판사: '2012 대한민국 법원·법정 백서'에 따르면, 모니터 위원 중 9.9%는 법정에 지각한 판사를 목격했고 지각 판사 대부분은 지각 사유에 대한 설명이나 사과 없이 재판을 진행한 것으로 드러났다.
② 꾸벅꾸벅 조는 판사: 재판 진행 중에 법정에서 배석판사들이 졸고 있는 모습이 지적된 사례가 있으며, 좌배석 판사보다는 우배석 판사가 졸고 있는 것을 목격한 모니터 요원이 더 많았다. 재판장이 조는 행위를 목격한 모니터 요원도 있었다. 노철래 前 국회의원은 "판사가 조는 재판을 통해 당사자가 권리구제를 받을 수 있을지 의문"이라며 "합의부 재판제도의 개선이 필요하다"고 지적했다.
③ 막말하는 판사: 대한민국 법정에는 막말하는 판사들이 여전히 많이 존재하는 것으로 나타났다. 서울지방변호사회가 2018년 1월 25일 공개한 법관 평가 결과에 따르면 여전히 소송 당사자에게 고압적인 태도를 보이거나 막말을 퍼붓는 사례들이 다수 지적됐다. 변호사를 “XXX 씨”라고 호칭하거나, 소송 관계자 출석을 확인하면서 변호사에게 “당신 말고 그 옆에”라고 반말을 한 사례가 지적됐으며, 여성 변호사에게 “나는 여자가 그렇게 말하는 건 싫어한다.”라고 말한 판사도 문제 사례로 거론됐다.
※ 이 밖에도 성추행한 판사, 음주운전하다 교통사고를 낸 판사 등이 있다.
형사소송법 제318조의4(판결선고기일)에 의하여 판결의 선고는 변론을 종결한 기일에 하여야 하나 이때 선고를 하지 아니할 때는 변론종결 후 14일 이내로 선고기일을 지정하여야 한다는 규정이 2007년 6월 1일 신설되었으나 법원에 의해 무력화되어 피고인의 불안 심리를 자극하고 있다. 정식재판청구 사건은 불이익 변경 금지에 의하여 해당 사항이 없겠지만 징역형 또는 벌금형이 선고 가능한 불구속 피고인이나 집행유예 여부에 촉각을 세우고 있는 구속 피고인의 경우 선고일에 출석하지 않으면 불이익을 우려하여 도주방지를 받아 보호장구를 착용하여 출석하지만 많은 피고인이 집행유예 선고를 받지 못하고 있다.
법원의 공판기일을 정한 이후 "신분증을 소지하고 출석하라"는 피고인 소환장을 송달한 이후 지정된 날에 개정한 법정에서 재판장인 판사는 진술거부권을 고지하고 인정 심문을 하면서 피고인에 대해 주민등록번호나 생년월일과 주소, 일부는 등록기준지를 공개적으로 말하게 하여 피고인의 개인정보보호권을 침해하고 있으며 일부 이에 대해 이의를 제기하면 "진술 거부해도 된다"고 말하면서 불편한 기색을 드러낸다.
헌법에서 공개재판을 원칙으로 정하고 있으나 형사소송법의 특별소송절차로 정한 약식사건을 검사가 청구한 때 '판사는 14일 이내에 결정하여야 한다'고 형사소송규칙이 정하고 있으나 이를 준수하지 않는 직무유기죄로서 검사와 피고인의 정당한 권리행사를 방해한다.
형사소송법에서 판사는 판결서에 판결 이유를 기재하여야 한다고 하나 상당수 판결이 검사가 제출한 공소장에 있는 범죄사실 등으로 똑같이 기재한다.

### 법관에 의한 재판을 받을 권리
- 법관에 의한 사실확정과 법률해석 및 적용의 기회를 보장하지 않는 것은 재판받을 권리의 본질적인 내용을 침해한다.[12]

## 법관의 직무 관련 비리

### 전관예우
법관으로 근무하다 변호사 업무를 하는 경우 전관(前官) 출신의 선배 변호사가 후배 판사의 판결에 영향력을 행사하는, 이른바 전관예우에 대한 비리가 있다. 전관예우라는 단어를 쓰기 싫어해 ‘전관 비리’라고 부르는 변호사도 있다. 전관예우와 관련 있는 유명인으로는 이재용, 김기춘, 최순실, 신동빈 등이 있다. 이재용은 사내 법무팀과는 별개로 9명 이상의 초호화 전관 변호사를 선임한 이력이 있고, 김기춘(前 대통령 비서실장)은 8명 이상의 전관 변호사를 선임한 이력이 있다.

### 뇌물수수
판사가 의뢰인으로부터 돈, 물품 등을 받고, 의뢰인에게 재판 때 특혜를 주거나 의뢰인에게 유리한 판결을 내리는 행위가 뇌물수수이며, 대표적 사례로는 최민호 前 판사의 뇌물 사건, 김수천 前 부장판사의 뇌물 사건 등이 있습니다.

### 허위판결문(허위공문서) 작성
법원 판사가 작성한 판결문에 허위 내용(허위 기재된 부분)이 발견되는 사례가 많다. 이렇게 허위 내용이 들어 있는 판결문을 ‘허위판결문’이라고 부른다. 허위판결문 작성뿐만 아니라 내용 일부가 허위 기재된 공판조서에 날인하는 판사도 있다. 허위공문서 비리가 명백해 고소장을 수사기관에 제출했는데도 불구하고 피의자 조사 없이 검사가 각하 처분으로 사건을 덮는 사례도 있다.

(1) 허위판결문 사례1

(2) 허위판결문 사례2 + 고소장

※ 위 2건의 사례 이외에 대법관이 작성한 결정문에도 허위 내용(허위 기재된 부분)이 발견된 사례가 있다.
그러나 법원은 재판을 통해 사실을 확정할 권한을 가지므로, 법원의 재판에 의하여 확정된 사실을 허위라고 할 수 없다.

### 무통보 판결
판결선고일이 변경된 것을 소송 당사자에게 통보하지 않고, 궐석 상태에서 판사가 판결을 내린 사례가 있다. 무통보 판결 사례 열람하기(지만원의 글이다. 알아서 가려읽자)

### 판사 서명 빠진 판결문(앞뒤 안 맞는 비리)
대법원은 판사의 서명이 누락된 형사 사건 판결문은 그 자체가 위법이라고 판결했으나, 법원은 피고인들에게 판사 서명이 누락된 판결문을 전달하는 앞뒤 안 맞는 행동을 한다.

### 선고기일 위반
참여정부에서 공판중심주의 사법개혁으로 변론종결일에 선고하여야 하도록 형사소송법을 개정했으나  예외적으로  정한  단서조항이 일반화되어 14일이내 규정은 사문화되었다

## 사건

### ‘정치판사’ 실명 공개 사건
1993년 10월 ‘정치판결’과 관련 있는 판사 실명이 공개돼 사법부 개혁과 관련하여 판사 사퇴까지 거론된 이력이 있다.

### 법관 인사에 대한 헌법소원 제기
문흥수(文興洙) 서울지법 부장판사는 2002년 4월 7일 "판사들의 고등부장 승진과 근무평가,판사 재임명제도 및 현행 법관보수법이 헌법에 위배된다"며 대법원장을 상대로 한 헌법소원심판청구서를 헌법재판소에 제출했다.

### 진실화해위, ‘긴급조치 판결’ 판사 실명 공개
진실화해위원회는 2007년 1월 31일 유신시절 긴급조치 관련 판결 1412건의 내용과 관련 판사 492명의 명단이 담긴 조사보고서를 대통령과 국회에 제출했고, 언론에 공개했다. 위원회 관계자는 "판사 명단을 따로 작성해 공개한 것이 아니라 판결내용을 요약하는 데 판사의 이름이 당연히 들어갔을 뿐"이라며 "판결내용을 분석하면서 이름을 공개하지 않는 것이 오히려 비정상적"이라고 말했다.

### 사법행정권 남용
- 민중당은 2018년 11월 5일 "적폐판사 44명과 영장전담판사 3명의 이름과 얼굴, 근무지와 죄목을 모두 공개하고 그 내용을 국민들에게 알리는 활동에 나설 것"이라고 하면서 적폐 법관 명단을 공개했다.[20]
- 전국법관대표회의는 2018년 11월 19일 양승태 전 대법원장 시절 사법행정권 남용 의혹에 연루됐다는 판사들에 대한 탄핵 촉구안을 의결했다.[21]
- 정의당은 2018년 12월 4일 비공개 회의를 통해 대법관인 권순일, 차관급인 이규진, 이민걸, 홍승면, 임성근 부장판사 4명이 포함되는 등 대법원의 자체 징계 대상 13명에 대법관 등 법관 2명이 추가돼 모두 15명의 탄핵 소추 대상 법관 15명을 선정했다.[22]

## 같이 보기
- 법원
- 사법관
- 수사판사